# 射毛悬竹
射毛悬竹（学名：Ampelocalamus actinotrichus）为禾本科悬竹属下的一个种。

## 特点
其特点为秆直立，上部细柔作藤状下垂，高一般为2-3米，竹节呈灰绿色，新秆浅紫色，有坚硬倒生小刺毛，主要分布于中华人民共和国海南省三亚市、东方市及乐东黎族自治县尖峰岭天池等地，生长于海拔500米至1200米的山坡疏林下。此外贵州荔波县茂兰喀斯特原生态森林也有此类射毛悬竹分布。